# Bayonville
Bayonville è un comune francese di 109 abitanti situato nel dipartimento delle Ardenne nella regione del Grand Est, che comprende anche il villaggio di Chennery ( a 500 metri a sud-ovest di Bayonville) e quello di Landreville (a 1,5 chilometri a sud di Bayonville) dove esiste ancora oggi un castello del XII e XVI secolo in ottimo stato di conservazione, il Castello di Landreville, proprietà privata e monumento storico dal 2006.

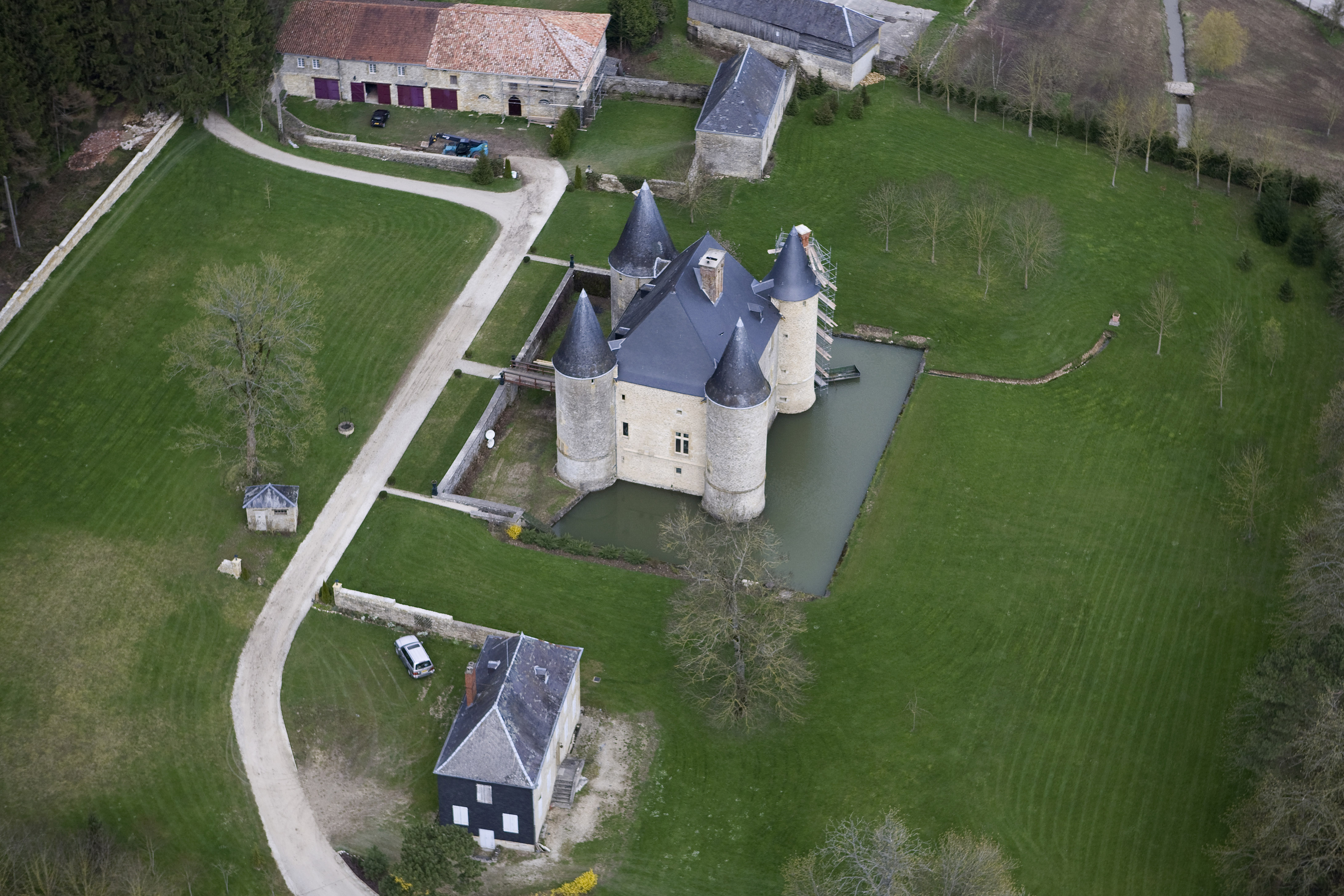
Castello di Landreville - Lato ovest

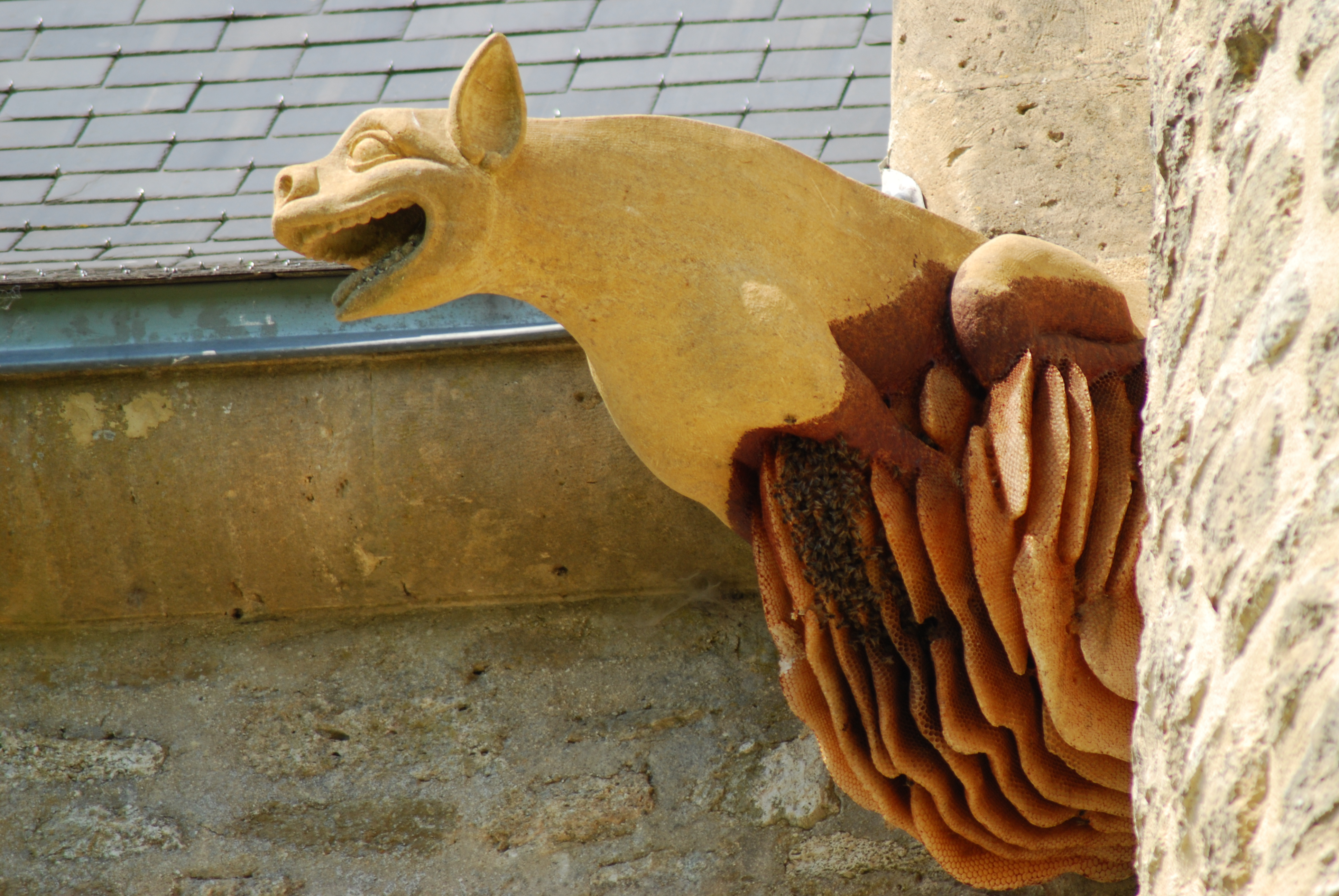
Gargoyle lato sud del Castello di Landreville

## Società

### Evoluzione demografica
Abitanti censiti